# Cala Mastella
La playa Cala Mastella está situada a 4,8 kilómetros de San Carlos de Peralta, entre Punta d'en Ribes y Caló Roig, a 11 km de Santa Eulalia del Río y a 26 km de Ibiza, en la parte oriental de la isla de Ibiza, en la comunidad autónoma de las Islas Baleares, España.
Formado por una cala de reducidas dimensiones (60 m de longitud y 15 de ancho) situada en la desembocadura del torrente Socarrat y orientada al sureste cuenta con fina arena natural. De escasa pendiente, a 40 metros de la orilla la profundidad es de solo dos metros. El fondo marino, arenoso cerca de la costa, se puebla luego de rocas recubiertas de algas. Lugar pintoresco y tranquilo, está flanqueado por un pequeño puerto de pescadores y rodeado de bosques de pinos que cubren sus escarpados márgenes rocosos.